# 列侬–麦卡特尼

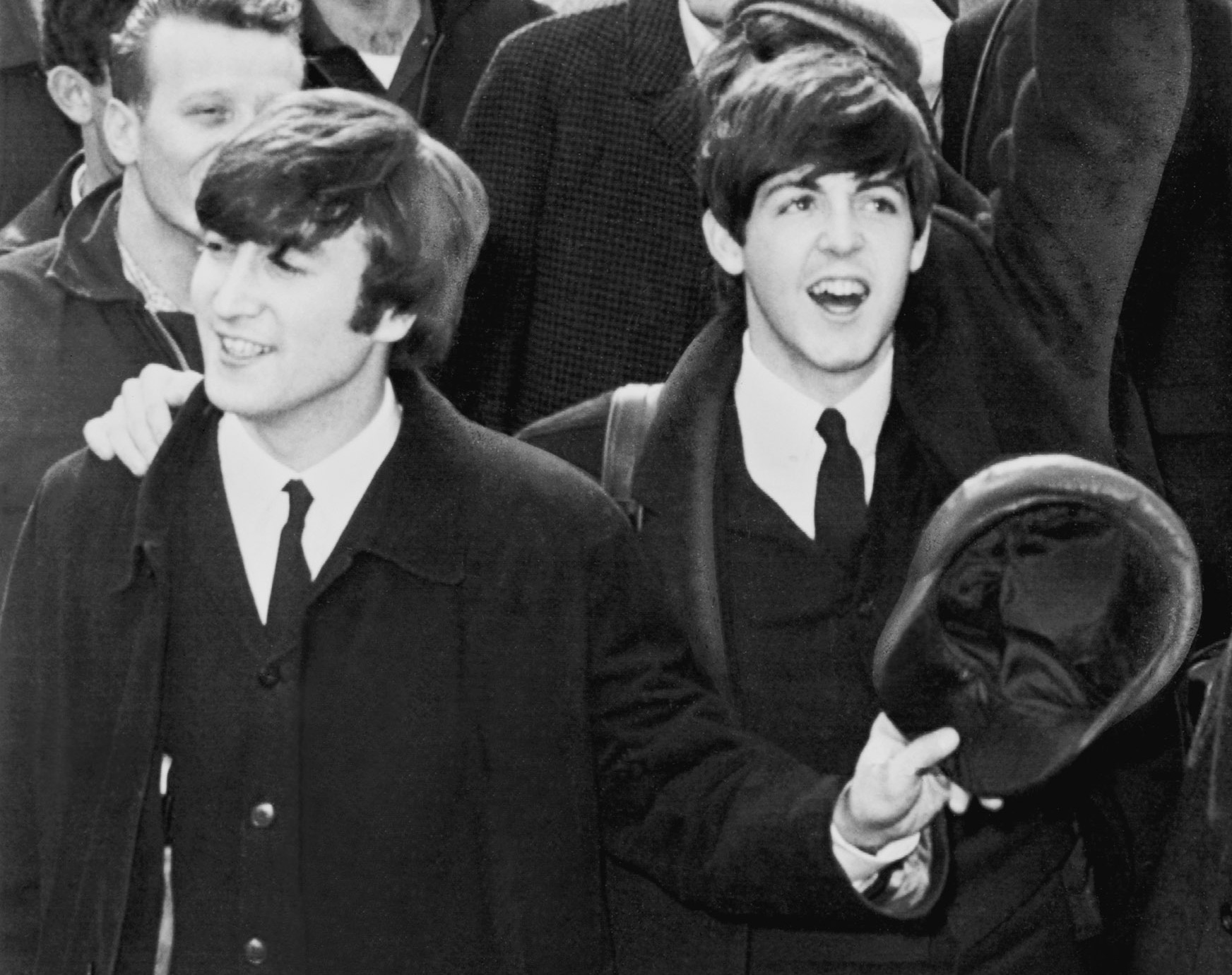
1964年的列侬和麦卡特尼

列侬–麦卡特尼（英語：Lennon–McCartney，也可以写作列侬/麦卡特尼，偶尔为麦卡特尼-列侬）是一个由披头士成员，英国歌手约翰·列侬与保罗·麦卡特尼组成的作曲组合，并被认为是历史上最知名、最成功的音乐创作组合。在1962到1969年间，这对搭档写出了大约180首歌曲，其中绝大部分都成为了披头士发行的作品，并占了披头士作品的大部分。
不像杰瑞·雷伯和迈克·斯托勒、罗杰斯和汉默斯坦、哈尔·大卫和伯特·巴哈拉赫、埃尔顿·约翰和伯尼·陶平这些由一位作词者和一位作曲者组成的搭档，列侬和麦卡特尼都有作词和作曲的能力。有时，尤其是早期，他们两人会“眼对眼”地一起写作品。后来，情况有所变化，通常都是两人中的一人创作一首歌曲的绝大部分乃至整首歌。
“他会想到光鲜的，乐观的部分，而我则会寻找悲伤、深沉、忧郁的旋律”，列侬在1980年接受《花花公子》采访时说。
根据披头士成名前做的一个约定，列侬和麦卡特尼不管谁创作了歌曲的多大部分，署名都会有两个人的名字。列侬–麦卡特尼的创作作品被翻唱多次，根据吉尼斯世界纪录，歌曲是历史上被翻唱最多的歌曲。
列侬–麦卡特尼组合的正式结束是在佛罗里达州的迪士尼波利尼西亚度假酒店。准确地点无从而知，列侬当时的女友和助理庞凤仪和年少的朱利安·列侬当时都在场，但都回忆不起来了。
以下是庞凤仪的回忆录节选：
约翰、朱利安和我第二天离开纽约到佛罗里达度假。1974年11月29日，苹果的律师带来了大量的法律文件。“把你的摄像机拿出来”约翰跟我开玩笑说道。然后他又问哈罗德一些事情。当约翰挂电话时，他若有所思地看向窗外。我能感觉到他肯定在脑中回想披头士岁月的点点滴滴。他最终拿起了笔，竟然在迪士尼乐园这样奇怪的地方，在页面底部签上了约翰·列侬的名字，结束了历史上最伟大乐队的历史。